# Lilith (bar)
Pour les articles homonymes, voir Lilith (homonymie).
Lilith est un bar lesbien à Montréal (1983-1993), situé au sous-sol du 3884 rue Saint-Denis. (45° 31′ 11″ N, 73° 34′ 26″ O).

## Histoire
Ouvert le 7 janvier 1983,,, durant l'époque de «l'âge d'or lesbien montréalais,,», le Lilith avec le Labyris et l'Exit, ouvrent tous entre la période comprise entre l'automne 1982 et l'hiver 1983, ils sont d'ailleurs tous situés à proximité,,. 
Son nom fait référence à Lilith, la première compagne d'Adam, qui refusa de se soumettre à lui.
Créé par la psychothérapeute Pauline Lacroix, le bar était l'extension d'un projet lesbien et féministe plus large pour la création d'une culture lesbienne, comme le dit Lacroix dans un entretien avec Gloria Escomel : « À ce moment-là [1983], je ne pouvais plus supporter de vivre essentiellement au milieu hétérosexuel. [J']avais besoin de me retrouver comme lesbienne au milieu de lesbiennes et comme je pensais qu’il nous manquait des lieux de rencontre où nous retrouver dans l’estime de nous-mêmes, j’ai pensé à un bar d’un type particulier».
Tenu par des femmes ouvertement lesbiennes, le bar a attiré une clientèle principalement francophone et mêlant toutes les classes sociales et les idéologies,.
Annoncé comme « un bar où les femmes peuvent se divertir, se produire, s'entendre et se nourrir,», le Lilith a également accueilli tout au long des années 1980 des expositions d'art, des conférences, des concerts, des lancements de livres et de revues et des projections vidéos au sein de la communauté lesbienne de Montréal. Selon la DJ Suzanne Éthier, il pouvait y avoir des DJ au Lilith, mais personne ne mixait de disques. 
Le Lilith servait de point de vente pour plusieurs publications lesbiennes, notamment Amazones d'hier, lesbiennes d'aujourd'hui, L'Évidente Lesbienne, Ça s'attrape!! et Treize.
Le Lilith ferme ses portes le 27 mars 1993.

### Productions connexes
Le documentaire Carnet de bar paru en 1986 est filmé au Lilith et au Labyris,. 